# Низовка (Ленінградська область)
Низовка (рос. Низовка) — присілок у Лузькому районі Ленінградської області Російської Федерації.
Населення становить 3 особи. Належить до муніципального утворення Мшинське сільське поселення.

## Історія
Згідно із законом від 28 вересня 2004 року № 65-оз належить до муніципального утворення Мшинське сільське поселення.

## Населення
| 1848 | 1862 | 1885 | 1939 | 1958 | 1997 | 2007 |
| ---- | ---- | ---- | ---- | ---- | ---- | ---- |
| 53   | ↗70  | ↗82  | ↗997 | ↘992 | ↘2   | ↘0   |
| 2010 |      |      |      |      |      |      |
| ↗3   |      |      |      |      |      |      |